# Kilocore
Kilocore è un microprocessore progettato da Rapport Inc. e IBM. Il processore è sviluppato per ottenere alte prestazioni con una dissipazione ridotta. Il processore contiene un core PowerPC e 1024 processori a 8 bit a 125 MHz che possono essere riconfigurati dinamicamente e collegati a una interconnessione condivisa. Il processore è nato per l'elaborazione parallela massiva.